# Pandaka pygmaea
Pandaka pygmaea е вид лъчеперка от семейство Попчеви (Gobiidae). Видът е критично застрашен от изчезване.